# アンドリュー・ネイミック
アンドリュー・ネイミック （Andrew "Drew" Naymick　,　1985年2月18日生）はアメリカのプロ バスケットボール プレーヤー。ミシガン州立大学出身。

## 大学キャリア
ミシガン州立大学では、最初の2年間では51試合に控えとして登録。 2005-06シーズンは肩の故障があった。  彼のミシガン州立大学でのキャリアは、ブロックショット134でチーム最多だった。

## プロのキャリア
2008年7月20日、ネイミックはポーランドの Kotwica Kołobrzegと1年契約にサインした。彼は2009年3月31日にチームを離れた。
次にネイミックはスペインのチーム、 Cáceres Ciudad del Baloncestoと2009年7月23日に1年契約をした。
2010年のプレシーズン後に、ロサンゼルス・レイカーズは、 NBAディベロップメントリーグのBakerfield Jamと、2010-11の契約をした。
2011年8月19日にチェコのチーム ČEZ Nymburkと1年契約。その後に2012年7月31日に再契約。
2014年初め、Soles de Mexicali とAtheticos de San Germanと短期契約。
2014年8月26日、ギリシャのAris Thessalonikiと1年契約。
2015年11月6日、ドイツのMedi Bayreuthと2ヶ月契約。
2016年1月30日、日本の リンク栃木ブレックスと契約し、26試合に出場。1試合平均7.5得点、5.7リバウンド、1.9ブロックショットを記録。
2016年8月14日、アルバルク東京と1年契約
。33試合出場し、計95得点、111リバウンドを記録する。
2017年2月10日、アルバルク東京と契約解除。
2017年4月、オーストラリアのStirling Senatorsと契約を締結した。 21ゲームの成績は、彼は平均7.6ポイント、8.0リバウンド、1.57アシスト。
2017年8月14日、リンク栃木ブレックスと契約、チームとは2回目の契約
。
しかし、開幕直後から10月中旬まで腰椎椎間板症のためインジュアリーリストに登録。復帰後19試合に出場し、計82得点、58リバウンド、18ブロックショットを記録するが、12月19日契約解除
 。
2018年1月11日、 大塚商会Alphas と契約
。
2018年8月28日　越谷アルファーズから栃木ブレックスに期限未定でレンタル移籍
。レギュラーシーズン9試合、チャンピオンシップ1試合に出場。
2019年7月2日　越谷アルファーズに移籍
。
38試合に出場、198得点、229リバウンドを記録。
2020年5月15日　越谷アルファーズ契約解除
 。